# In Orbit
In Orbit er et musikalbum med September, udgivet i oktober 2005.

## Nummerliste
1. Prelude
2. Cry for You
3. Looking for Love
4. Satellites
5. Flowers On the Grave
6. It Doesn't Matter
7. Sacrifice
8. Good times
9. Midnight heartache
10. Sound memory
11. End of the Rainbow
12. Satellites (live acoustic version)